# جيمي ألين (لاعب كرة قدم بريطاني)
جيمي ألين (بالإنجليزية: Jamie Allen)‏ (25 مايو 1995 بويغان في المملكة المتحدة - ) هو لاعب كرة قدم بريطاني في مركز الهجوم. لعب مع نادي ساوثبورت وAFC Fylde ‏ ونادي بارو وفليتوود تاون.

## وصلات خارجية
- جيمي ألين على موقع قاعدة بيانات كرة القدم.إي يو (الإنجليزية)
- جيمي ألين على موقع ناشيونال فوتبول تيمز (الإنجليزية)
- جيمي ألين على موقع Soccerway.com (الإنجليزية)